# Caloptilia elongella
Caloptilia elongella је врста инсекта из реда (Lepidoptera), а припада породици Gracillariidae.

## Опис
Овај ситан лептир је црвенкасмо - смеђе боје, а величина му варира од 14 до 16 мм. Задња крила су тамно сива. Гусеница је беличаста или бледо зеленкаста и живи унутар листа (лисни минер).

## Распротрањеност и станиште
Caloptilia elongella живи у већем делу Европе и Азије, а постоје подаци о њеном присуству и у Сједињеним Америчким Државама. Насељава шумска станишта. У Србији је забележена само на Пештерској висоравни.

## Биологија
Ова врста се јавља у две генерације годишње, са одраслим јединкама у јуну и поново током септембра, након чега хибернирају и поново се појављују у пролеће. Гусенице су лисни минери, а хране се врстама из рода Alnus - јова. Први стадијуми гусеница праве кратку серпентинасту мину на горњој страни листа која се касније шири у беличасту мрљу. Каснији стадијуми копају цевчице, док слободно живећи стадијуми замотају руб листа надоле и причврсте га белом свилом.

## Синоними
- Caloptilia bruneorubella (Bruand, 1851)
- Caloptilia elongatus (Fabricius, 1798)
- Caloptilia inconstans (Stainton, 1851)
- Caloptilia punctella (Linnaeus, 1761)
- Caloptilia signipennella (Hübner, 1796)
- Caloptilia signipennis (Haworth, 1828)
- Caloptilia stramineella (Stainton, 1851)
- Gracilaria elongella (Linnaeus, 1760)
- Phalaena elongella Linnaeus, 1761